# Alticola tuvinicus
Alticola tuvinicus és una espècie de mamífer rosegador de la família dels cricètids. Viu a Mongòlia i Rússia. S'alimenta de les parts verdes de les plantes. El seu hàbitat natural són les parts rocoses de les estepes de muntanya, on se'l troba a prats de ginebre i alpins. Es desconeix si hi ha cap amenaça significativa per a la supervivència d'aquesta espècie. El seu nom específic, tuvinicus, significa ‘de Tuvà’ en llatí.